# 莫拉尔吉·德赛
莫拉尔吉·兰乔吉·德赛（英語：Morarji Ranchhodji Desai，印地語：，1896年2月29日—1995年4月10日，印度政治家，1977-1979年曾任印度总理。

## 生平
德赛曾是印度国大党政府的内阁成员，但后来退出国大党并反对时任总理英迪拉·甘地的“紧急状态”。在1977年印度大选中，反对党联合起来并首次击败国大党执政，人民党的德赛出任印度独立以来首位非国大党总理。德赛曾是吉尼斯世界纪录认定的世界上当选总理时年龄最大（81岁）的人。
1978年，德賽與其內政部長查兰·辛格爭吵，然後解除辛格的職務。但因為辛格的高人氣，德賽不得不重新任命辛格為財政部長。後來辛格接任總理。